# Ярчевский, Николай Антонович
Ярчевский Николай Антонович (15 марта 1907, Глубочок, Ушицкий уезд, Подольская губерния, Российская империя — 10 мая 1965, Кандалакша, Мурманская область) — ефрейтор Красной Армии, сапёр-разведчик, участник Великой Отечественной войны, полный кавалер ордена Славы. Награждён медалями.

## Биография
Родился в 1907 г. в с. Глубочек ныне Новоушицкого района Каменец-Подольской (ныне Хмельницкой) обл. в семье крестьянина.
Русский. Образование начальное.
В 1928 году приехал в Кандалакшу. Работал в вагонном депо.
В Красной Армии и на фронте в Великую Отечественную войну с сентября 1941 г.
В 1945 г. демобилизован. Жил в г. Кандалакша. Работал машинистом электровоза.
Умер 10 мая 1965 года.

## Описание боевых подвигов
Сапер 40-го отдельного саперного батальона (46-я стрелковая дивизия, 21-я армия, Ленинградский фронт) рядовой Ярчевский 28.6.1944 г. при форсировании озера Кярстилянярви (Карельский перешеек) под артиллерийско-минометным обстрелом совершил на лодке 3 рейса. Когда лодка вышла из строя, Ярчевский вместе с группой бойцов, используя подсобный лесоматериал, построил 3 плота, на которых вновь начал переправлять пехоту.
6.7.1944 г. награждён орденом Славы 3 степени.
В сентабре 1944 г. при прорыве обороны противника севернее г. Тарту ефрейтор того же батальона, дивизия (2-я ударная армия, Ленинградский фронт) Ярчевский обезвредил до 100 мин, расчистил путь для наступления танков. При наведении моста через р. Эмайыга Ярчевский был контужен, но остался в строю.
24.10.1944 г. награждён орденом Славы 2 степени.
28.4.1945 г. в ходе инженерной разведки разрушенного моста через р. Пене в г. Анкиам (Германия) ефрейтор того же батальона, дивизия, армии (2-й Белорусский фронт) Ярчевский обнаружил несколько замаскированных фугасов, под минометным огнём противника обезвредил их и принял участие в восстановлении моста.
29.6.1945 г. награждён орденом Славы 1 степени.

## Семья
Николай Антонович — основатель железнодорожной рабочей династии Ярчевских: три сына Владимир, Борис и Евгений; внуки Сергей, Андрей и Николай. Общий стаж работы семьи Ярчевских на «Мурманке» — более 140 лет. Его ныне живущие сыновья и внуки продолжают трудиться в локомотивном депо в Кандалакше.
Младший сын — Евгений Николаевич Ярчевский, слесарь-электрик по ремонту электрооборудования. В депо с 1972 года. Награждён знаком «Почетный работник Октябрьской железной дороги» (2001), медалью ордена «За заслуги перед Отечеством» II степени (2007).

## Память
«Имени машиниста Ярчевского Н. А. — кавалера орденов Славы трех степеней» — выведено на сплотке электровозов ВЛ80 (ВЛ80Т-805) Кандалакшского локомотивного депо, выкрашенных в голубой, а не традиционно зелёный цвет. В ноябре 2018 года, имя передано электровозу ЭП1-008, того же депо. 

## Источник
- Николай Антонович Ярчевский. Сайт «Герои страны».
- Кавалеры ордена Славы трёх степеней. Биограф.словарь. М.: Воениздат, 2000